# Gwangsan-gu
Gwangsan-gu (koreanska: 광산구) är ett av de fem stadsdistrikten i staden Gwangju i den södra delen av  Sydkorea, 270 km söder om huvudstaden Seoul.

## Administrativ indelning
Gwangsan-gu indelas administrativt i 21 stadsdelar:
Bia-dong,
Bollyang-dong,
Cheomdan 1-dong,
Cheomdan 2-dong,
Donggok-dong,
Dosan-dong,
Eoryong-dong,
Hanam-dong,
Imgok-dong,
Pyeong-dong,
Samdo-dong,
Sinchang-dong,
Singa-dong,
Sinheung-dong,
Songjeong 1-dong,
Songjeong 2-dong,
Suwan-dong,
Unnam-dong,
Usan-dong,
Wolgok 1-dong och
Wolgok 2-dong.